# 경남 모텔 장기적출 살인사건
2013년에 발생한 대한민국 경남 고성의 살인사건

## 사건
2013년 38세 남성이 직장 내 동료인 38세 여성과 퇴근 후 식당에서 함께 합석하여 술을 마시고, 술에 취한 피해자가 넘어지자 가해자가 부축하여 모텔로 가서 모텔 방에서 피해자의 외음부와 항문에 손을 삽입하는 행위를 저질렀다. 
20-30분 후 피해자는 의식 불명 상태에 빠져 가해자와 피해자, 모텔 등에 피범벅이 되었고 나체로 침대 위에 눕혀져 있는 피해자를 본 모텔 주인 신고로 피해자 병원 후송하였으나 여성은 38살이라는 나이에 숨을 거뒀다.

## 조사

### 부검결과
1. 외음부 외부와 질 아래 항문으로 수직열창
2. 질 내부 점막, 근육 열창
3. 자궁동맥 파열
4. 직장 절단 - 절단된 직장 일부 모텔 방안에서 발견
5. 배꼽 위쪽 피하출혈, 우하복부 조직출혈
6. 후복막강 광범위 출혈
7. 복벽 근육층과 대장 조직 괴사
8. 오른쪽 대음순 피하출혈 및 부종
9. 양쪽 소음순 점막탈락, 출혈
10. 양쪽 넓적다리, 삼굴부위 전면에 가해자의 교흔
기타 부검 결과
-넘어져서 생긴 것으로 추정되는 이마, 양쪽 마루, 미간 피하출혈
-인중, 코, 입술 표피박탈
-심폐소생술 과정에서 형성된 복장뼈 골절
-오른쪽 흉강 내 출혈
-혈중 알코올 농도 0.23%
공식 사인은 '자궁동맥 파열에 의한 대량 실혈로 인한 저혈량성 쇼크사'

### 가해자 진술
1. 피해자와는 얼굴만 알던 사이
2. 피해자와 합석하여 술 마심
3. 피해자가 넘어져 모텔로 데려감
4. 서로 키스를 하다가 피해자가 성관계를 요구
5. 자신은 아내 외에는 하지 않는다며 거부
6. 피해자가 가해자의 손가락을 가져와 자신의 외음부에 삽입
7. 피해자가 손가락으로 "계속 해 달라, 더 세게 더 세게."라고 요구
8. 가해자가 피해자의 질과 항문에 팔꿈치까지 팔 삽입
9. 질과 항문에 동시에 손 삽입
10. 피해자가 말이나 행동으로 거부한 적은 없고 몸을 떨었음
11. 약 20~30분 후 신음을 내던 피해자가 무반응
12. 불을 켜니 피해자와 가해자 자신에게 피범벅
13. 이에 놀라 손을 씻고 주위에 도움 요청
14. 가해자는 "미치겠다, 술이 이렇게 무서운 줄 몰랐다"고 함

### 참고인 진술
가해자 직장 동료, 모텔 주인
1. 가해자의 직장동료가 먼저 모텔로 돌아와서 쉬고 있었음
2. 가해자가 피해자를 부축하며 들어옴
3. 가해자가 직장 동료에게 다른 방에서 자라고 하여 위층에서 쉼
4. 모텔주인이 방 안에서 물소리가 들려 들어감
5. 피해자가 의식이 없는 알몸 상태로 누워 있는 것 발견
6. 모텔 주인이 (위층에서 따로 쉬고 있던) 직장 동료에게 알리고 신고
- 참고인간(가해자 직장동료, 모텔 주인)의 진술은 일치

## 재판

### 1. 1심 재판부
통상의 성행위 정도를 넘어 음부에 주먹 삽입,
피해자 자궁 후면까지 팔꿈치를 넣었으며 그 과정에서 피해자의 장기를 만지고,
직장을 움켜잡고 강한 힘으로 항문 밖으로 잡아 당겨 직장 일부를 떼어낸 점,
그로 인하여 피해자에게 다량의 출혈이 발생하여 모텔 방 전체에 남았던 점 등 종합하여
상해의 고의가 있었음이 인정됨.
다만 피해자가 넘어진 후 부축 없이 스스로 일어나 걸었고,
가해자의 부축을 받기는 했으나 스스로 모텔방 안으로 걸어왔다는 참고인 진술을 바탕으로
피해자가 주취로 인하여 반항이 절대적으로 불가능하거나 곤란한 상태에 있었다고 보기는 어려움.
또한, 피해자의 의사에 반하여 추행하려는 의사가 있었다는 증거가 확실치도 않으므로
준강제추행치사 - 무죄
상해치사 - 징역 5년
선고.

### 2. 2심 및 대법원
가해자가 술에 취하여 심신미약 상태에서 과도한 성행위 도중 우발적으로 저지른 범행이므로 감형
최종 징역 4년형

## 후일담
2018년 주취감경에 대한 유감을 표시하고 재조명하기를 국민청원을 하여  256,004명의 동의를 얻었다.

## 참고자료
1. 5년 전 여성의 질과 항문에 팔을 넣어 사망에 이르게 한 사건의 재조사를 요구합니다 > 대한민국 청와대 (pa.go.kr)
2. 잔혹 유사 성행위로 사망···징역4년 '성범죄' 빠진 이유 [출처:중앙일보]
3. 성폭행에 장기 적출까지...20만 명 분노케 한 엽기적 '그 놈', "술김에" 한 마디에 무죄